# Mellantjärnen (Silbodals socken, Värmland)
Mellantjärnen är en sjö i Årjängs kommun i Värmland och ingår i Göta älvs huvudavrinningsområde. Sjöns area är 0,037 kvadratkilometer och den befinner sig 247 meter över havet.